# Carl Johannes Thomae
Carl Johannes Thomae o, simplement, Johannes Thomae (1840-1921) va ser un matemàtic alemany que va ser un dels primers partidaris de l'estil formal en les matemàtiques.

## Vida i Obra
Thomae era fill del director d'una escola i va rebre una cuidada educació. Els anys 1861 i 1862 va estudiar a la universitat de Halle sota els professors Eduard Heine i Carl Neumann i els dos anys següents a la universitat de Göttingen sota els professors Bernhard Riemann i Ernst Schering. El 1864 va obtenir el doctorat a Göttingen.
A començaments dels anys setanta, va esdevenir col·lega de Heine i de Georg Cantor a Halle; el 1874 va substituir Paul du Bois-Reymond a la Universitat de Friburg i, finalment, a partir de 1879, va ser professor titular de la universitat de Jena, de la que va ser degà i rector en diverses ocasions, fins que es va retirar el 1914.
Thomae va escriure un centenar d'articles i va dirigir una cinquantena de tesis doctorals. El llibre pel que és més conegut és Elementare Theorie der analytischen Functionen einer complexen Veränderlichen (Teoria elemental de les funcions analítiques d'una variable complexa) (1880). A Jena, va ser col·lega de Gottlob Frege, amb qui no compartia la visió formalista de les matemàtiques, que va exposar de forma estesa en la introducció de la segona edició (1898) del seu llibre esmentat.